# Teatro São Luiz
O São Luiz Teatro Municipal é um teatro localizado na Rua António Maria Cardoso, em Lisboa, Portugal, sendo considerado uma das mais importantes salas de espectáculos da cidade.

## História
Foi inaugurado em 22 de Maio de 1894, tendo então o nome Theatro Dona Amelia, à época rainha de Portugal. A ideia da sua construção partiu do actor Guilherme da Silveira, que conseguiu cativar diversos investidores, entre os quais Luís de Braga Júnior, o visconde de São Luiz de Braga, que viria a ser o principal impulsionador do novo teatro. O projecto foi feito pelo arquitecto francês Louis Reynaud, que lhe conferiu um ar "parisiense" e cosmopolita.
Com a implantação da República em 1910, o visconde rebatiza a sala, passando então a chamar-se Teatro República.
Em 1914 um incêndio viria a destruir por completo o teatro. O visconde chama o arquitecto Tertuliano Marques para reconstruir o teatro, pedindo-lhe que seguisse a traça original, tendo a sala sido reaberta a 16 de Janeiro de 1916.
Em 1928 o teatro foi novamente remodelado, desta feita para adaptação a cinema, passando a chamar-se São Luiz Cine, tendo estreado com a projecção do filme Metropolis de Fritz Lang. Em 1930, foi modernizado, passando a ser o primeiro cinema sonoro de Portugal.
A partir de 1960 o cinema começou a perder público, o que levou ao retorno, sem sucesso, do teatro. Em 1971, já quase sem público, a sala acabou por ser comprada pela Câmara Municipal de Lisboa, passando a ter o nome Teatro Municipal de São Luis. Inicia-se então um longo período de altos e baixo, em que nenhum projecto cultural consegue devolver a sala à importância de outrora.
Em 1998 foi iniciada uma grande obra de remodelação e ampliação do teatro. O arquitecto Francisco Silva Dias fez o programa base, que foram estabelecidas as linhas principais da intervenção a realizar. O programa previa a recuperação da sala principal, a remodelação do palco e zonas de apoio, a criação de uma sala estúdio, de um café-concerto e de um restaurante.
O projecto da sala principal é desenvolvido pelo Departamento de Património Cultural da Câmara Municipal, pelo arquitecto Jorge Carvalho, com o apoio e consultoria da empresa Espaço Tempo e Utopia. O projecto da sala estúdio, do café concerto e do restaurante é desenvolvido pelo arquitecto José Romano.
Em 1990, a Câmara Municipal de Lisboa cedeu o espaço à Companhia Teatral do Chiado e a Mário Viegas, o qual desenvolveu variadíssimas acções culturais e apresenta os seus espectáculos em conjunto com Juvenal Garcês.
Em Julho de 2016 Luís Miguel Cintra foi homenageado no Teatro Municipal de São Luiz com a atribuição do seu nome à sala principal.

## Peças
| Ano  | Peça                                              | Encenação                | Elenco | Local                        | Produção                                    | Ref.  |
| ---- | ------------------------------------------------- | ------------------------ | --- | ---------------------------- | ------------------------------------------- | ----- |
| 2015 | As you like it (Como Queiram)                     | Beatriz Batarda          | Carla Maciel, Nuno Lopes, Sara Carinhas, Sérgio Praia, Marco Martins, Luísa Cruz, Bruno Nogueira, Romeu Costa, Leonor Salgueiro, Rui Mendes                                      |                              |                                             |       |
| 2011 | Dias a fio                                        | Ana Tamen                | João Ricardo, Teresa Faria, Sílvia Filipe, Bruno Schiappa, Sérgio Praia e Paula Diogo                                                                                            | Teatro Municipal de São Luís | Cassefaz e SLTM - São Luiz Teatro Municipal | [ 3 ] |
| 2008 | Molière, Molière! Modo de usar [leitura encenada] | Ana Tamen e Miguel Abreu | Bartolomeu Paes, Adelina Oliveira, Cristina Bizarro, Elmano Sancho, João Didelet, Marina Albuquerque, Mário Redondo, Miguel Sopas, Patrícia André, Samuel Alves e Tiago Porteiro | Teatro Municipal de São Luís | Cassefaz e SLTM - São Luiz Teatro Municipal | [ 4 ] |